# Stendaler Straße 1 (Haldensleben)

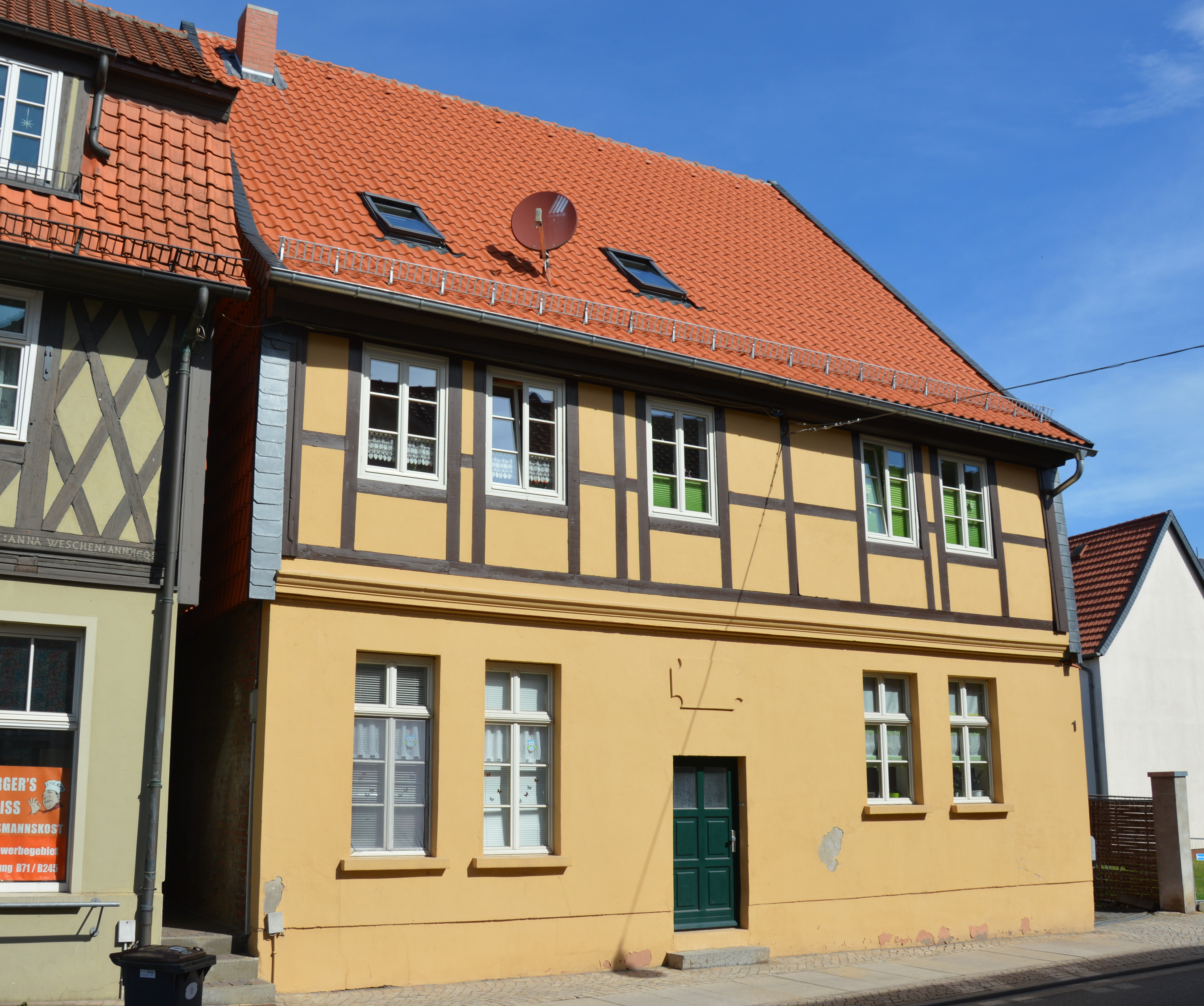
Haus Stendaler Straße 1

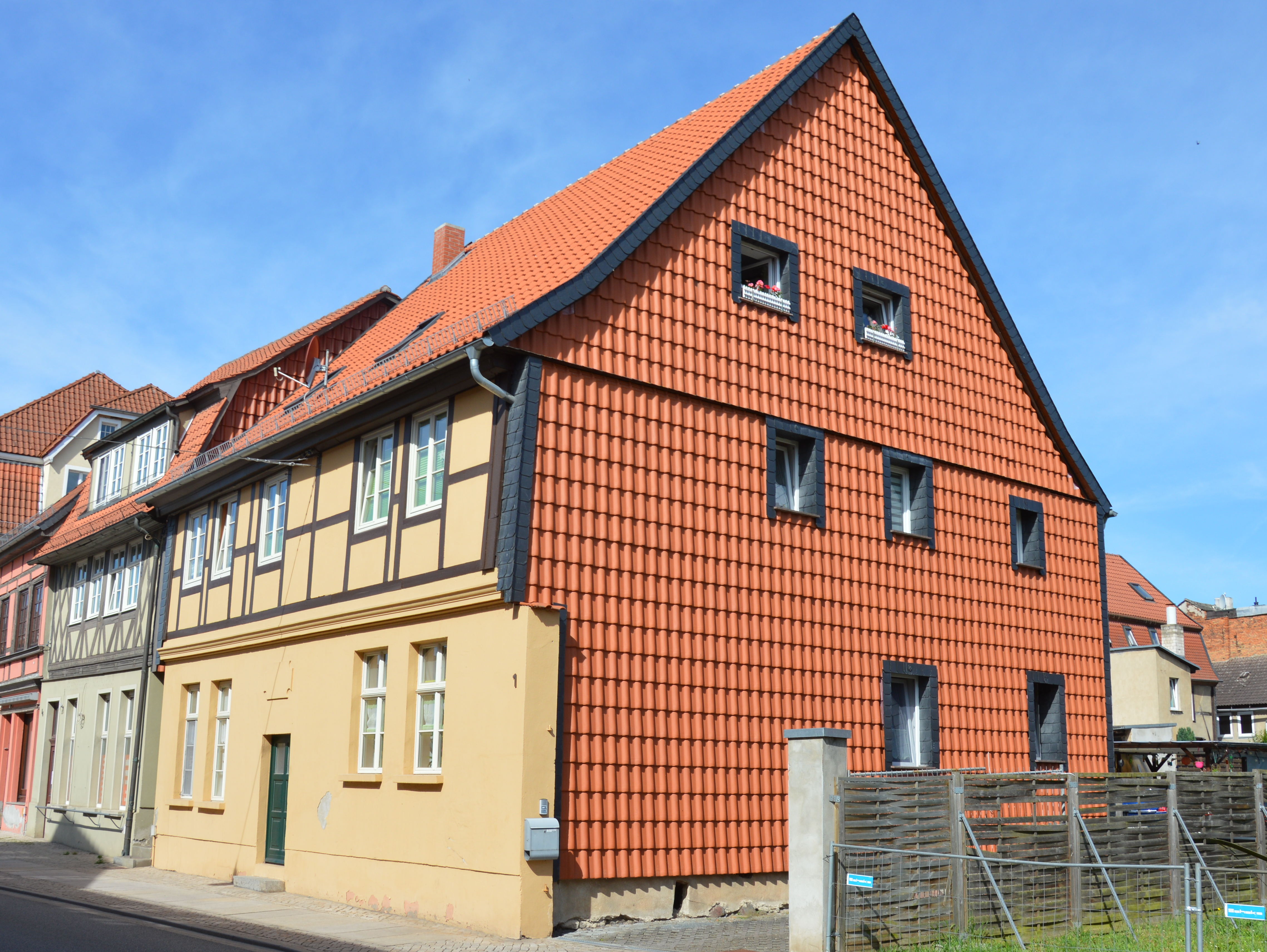
Blick von Nordosten

Das Gebäude Stendaler Straße 1 ist ein denkmalgeschütztes Wohnhaus in der Stadt Haldensleben in Sachsen-Anhalt.

## Lage
Es befindet sich nördlich des Markts auf der Westseite der Stendaler Straße im Bereich des Übergangs vom Markt in die Stendaler Straße.

## Architektur und Geschichte
Das zweigeschossige Gebäude entstand Ende des 17. Jahrhunderts in der Zeit nach einem Stadtbrand. Es ähnelt dem gleichfalls denkmalgeschützten Haus Stendaler Straße 3. Das an ein Bauernhaus erinnernde Gebäude ist im Obergeschoss in Fachwerkbauweise errichtet, wobei das Fachwerk schlicht ohne schmückende Formen ausgeführt ist. In vielen baulichen Details wurden Veränderungen vorgenommen. Anfang des 21. Jahrhunderts erfolgte eine Sanierung. Die nordöstlich angrenzende Bebauung wurde Anfang des 21. Jahrhunderts abgerissen.
Im Denkmalverzeichnis für Haldensleben ist das Wohnhaus unter der Erfassungsnummer 094 30165 als Baudenkmal eingetragen.
Das Gebäude gilt als städtebaulich bedeutsam.